# Всероссийское совещание Советов
Всероссийское совещание Советов — первое всероссийское собрание представителей Советов рабочих и солдатских депутатов после Февральской революции 1917 года. Прошло 29 марта (11 апреля) — 3 (16) апреля 1917. В совещании участвовало 480 делегатов от 139 Советов, 13 тыловых воинских частей, 7 действующих армий и 26 отдельных частей фронта.

## Состав
В составе участников Совещания преобладали эсеры и меньшевики. В своей резолюции делегаты одобрили курс на продолжение участия России в мировой войне («оборончество»), поддержав по этому вопросу политику Временного правительства при условии «отказа от захватных стремлений». Вместе с тем в резолюции «О войне» было отмечено, что Советы «призывают все народы как союзных, так и воюющих с Россией стран оказать давление на свои правительства для отказа от завоевательных программ».
Совещание открыл председатель Петросовета меньшевик Николай Чхеидзе, президиум был избран в составе Н. С. Чхеидзе, Матвея Скобелева, Ираклия Церетели, М. К. Муранова, Л. М. Хинчука, Виктора Ногина, Бориса Богданова, М. Д. Ромма, А. Р. Гоца, И. А. Теодоровича, Александра Шляпникова, В. З. Завадье.
Большевистскую фракцию в Совещании представлял Лев Каменев. 30 марта (12 апреля) Каменев от имени большевиков предложил резолюцию о прекращении войны, однако она собрала лишь 57 голосов «за» при 325 «против». 2 (15) апреля Каменев призвал поддерживавших Временное правительство умеренных социалистов прислушаться к рекомендации Плеханова и самим войти в это правительство.

## Итоги
По итогам своей работы Совещание избрало новый состав Исполкома Петросовета, который стал высшим советским органом власти вплоть до созыва I Всероссийского съезда Советов рабочих и солдатских депутатов, избравшего Всероссийский Центральный исполнительный комитет Советов рабочих и солдатских депутатов (ВЦИК). Также для созыва самого I Съезда Совещание избрало Оргбюро.
По земельному вопросу Совещание заявило о поддержке на будущем Учредительном собрании проекта безвозмездной передачи крестьянам частновладельческой земли «за исключением владений, не превышающих максимальных норм», однако до созыва Собрания делегаты отказались далее обсуждать вопрос о земле («непредрешенчество») и осудили стихийные её самозахваты. По рабочему вопросу Совещание признало необходимость введения восьмичасового рабочего дня, однако отказалось поддержать рабочих в установлении такого дня явочным порядком.
В резолюции «О хозяйственном положении страны» делегаты призвали Временное правительство

…разрешить две неотложные задачи: 1) планомерно регулировать всю хозяйственную жизнь страны, организовав всё производство, обмен, передвижение и потребление под непосредственным контролем государства; 2) отчудить [от слова «отчуждение»] всю сверхприбыль в пользу наций и ограничить все виды капиталистического, дохода строго определёнными нормами. Рабочему же классу должны быть обеспечены достойные условия существования и труда.

В последний день работы Совещания, 3 (16) апреля, в Петроград прибыл из эмиграции Владимир Ленин, 4 (17) апреля огласивший на собрании большевиков — делегатов Совещания свои «Апрельские тезисы» (см. также Борьба вокруг «Апрельских тезисов» Ленина).
Совещание стало первым значительным шагом в оформлении стихийно возникших в ходе Февральской революции Советов в единую всероссийскую систему. Оно определило принципы организации Советов на местах.